# Herkenbosch
Herkenbosch (limburgisch Hirkebosj) ist ein Kirchdorf in der niederländischen Provinz Limburg mit ungefähr 4.250 Einwohnern (Stand: 1. Januar 2024). Gemeinsam mit fünf anderen Dörfern bildet es die Gemeinde Roerdalen (deutsch Rurtäler) und liegt nicht weit von der deutschen Grenze und Melick entfernt.

## Lage
Ebenso wie die Roerdalen-Dörfer Vlodrop, Melick und Sint Odiliënberg liegt Herkenbosch am mäandrierenden Fluss Rur (niederländisch Roer) am Rande des Rurtals.

## Tourismus
Die bei Herkenbosch liegenden Naturschönheiten bieten viel Gelegenheit für touristische Aktivitäten. Rund um Herkenbosch sind viele beschilderte (Rad)-Wander- und Reitwege ausgewiesen. In der Nähe befindet sich der Nationalpark De Meinweg. Auch einen Golfplatz gibt es hier.

## Geschichte

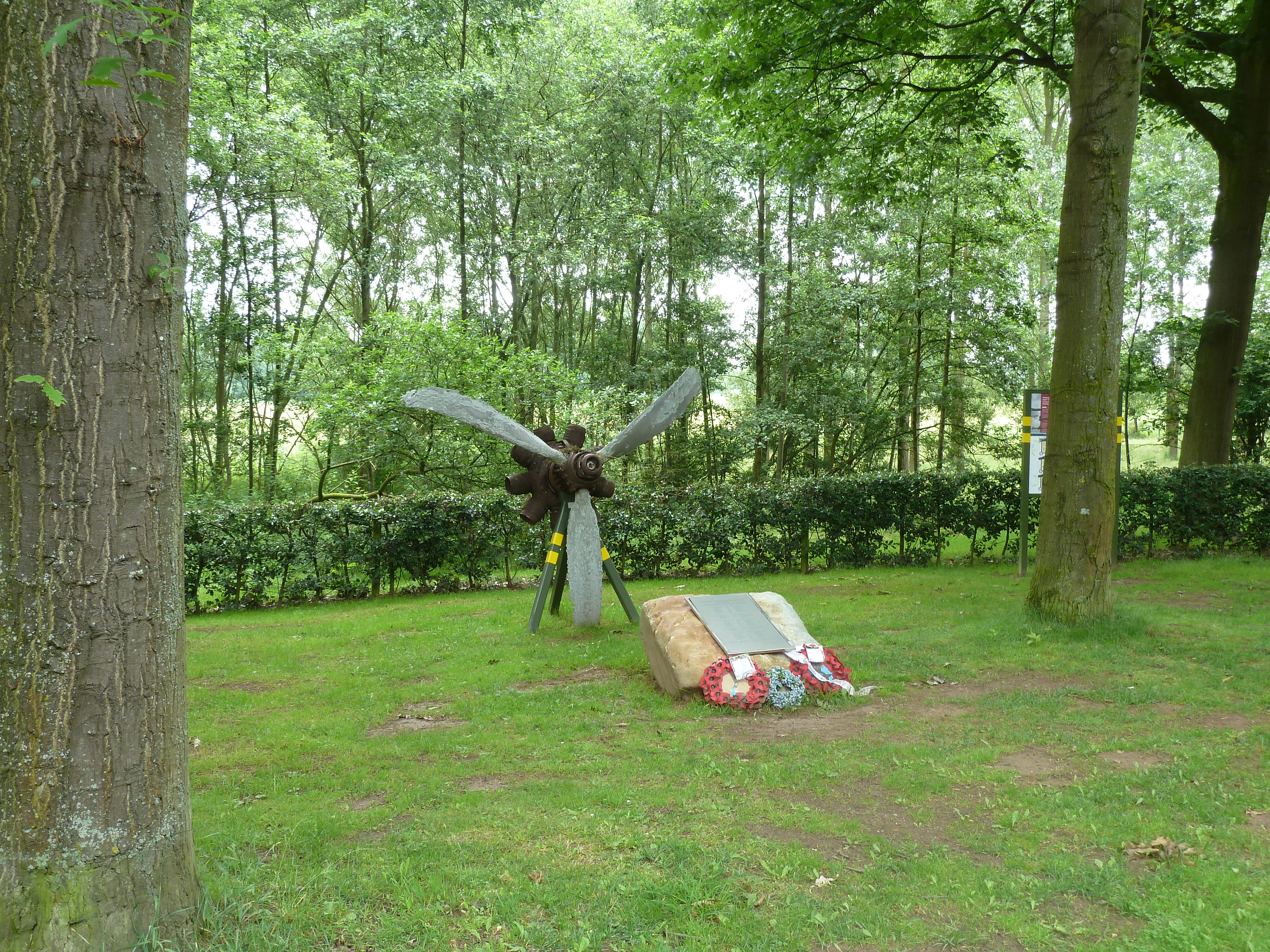
Abgestürzten Piloten gewidmetes Kriegs-Mahnmal

Zu Beginn des 11. Jahrhunderts wurden „Melika und Herckenbusch“ in einer Schöffenbank miteinander verbunden. Bis 1494 gehörten beide Dörfer zum Herzogtum Brabant. Damals erwarb der Herzog von Jülich das Pfandrecht an Wassenberg, wozu auch Melick und Herkenbosch gehörten. Im Vertrag von Venlo von 1543 wurde das Land von Wassenberg dem Herzog von Jülich zugesprochen. Diese Situation währte bis zur Zweiten Schlacht bei Aldenhoven (2. Oktober 1794); danach besetzten französische Truppen die Region. Während der Franzosenzeit wurde das linke Rheinufer von Frankreich annektiert; Herkenbosch wurde Teil des Département de la Roer. Während dieser Zeit wurde der Name Melick en Herkenbosch verändert in Mairie de Herkenbusch („Bürgermeisterei Herkenbusch“), was aber 15 Jahre später wieder rückgängig gemacht wurde. 
Nach dem Wiener Kongress kamen große Teile des ehemaligen Herzogtums Jülich, darunter auch Melick en Herkenbosch an das Königreich Preußen. Am 16. Oktober 1816 kamen Melick en Herkenbosch unter die Herrschaft des Königreichs der Niederlande, jetzt unter der Bezeichnung „Gemeente Melick en Herkenbosch“. Nach der Revolution in den südlichen Niederlanden geriet die Gemeinde von 1832 bis 1839 unter die Herrschaft des Königs der Belgier, 1839 wurde sie dem Herzogtum Limburg angegliedert, das damals zunächst ein Teil des Deutschen Bundes war, aber in Personalunion vom niederländischen König mitregiert wurde. Nach der Auflösung des Deutschen Bundes im August 1866 wurde Limburg wieder eine vollständig integrierte Provinz der Niederlande.
In Herkenbosch befand sich bis 2007 das Rathaus der früher kleineren Gemeinde Roerdalen, wie sie 1991 durch den Zusammenschluss von Melick en Herkenbosch mit Vlodrop zunächst entstanden war. Im Jahr 2007 wurde die Gemeinde Roerdalen, unter Beibehaltung ihres bisherigen Namens, um die Kirchdörfer Sint Odiliënberg, Montfort und Posterholt erweitert, die bis dahin zum Amt Montfort gehört hatten. Neuer Sitz der Verwaltung der vergrößerten Gemeinde Roerdalen wurde Sint Odiliënberg.
Aufgrund des Waldbrandes im Nationalpark De Meinweg musste Herkenbosch in der Nacht vom 21. auf den 22. April 2020 evakuiert werden. Das Rote Kreuz errichtete für die Bewohner Notunterkünfte in Turnhallen.

## Industrie
Die Industrie konzentriert sich auf das am Veldweg liegende Industriegebiet Roerstreek, woran sich das Roermonder Industriegebiet Heide en Roerstreek anschließt. Außerdem gibt es in der Nähe des Dorfkerns eine Anlage der Nouryon Functional Chemicals.

## Landwirtschaft
Für das Dorf typisch ist eine kleinmaßstäbliche Landwirtschaft, die früher aus kleinen Gemischtbetrieben bestand. Außerhalb des Rurtals ist Sandboden die vorherrschende Bodenart, der sich hervorragend zum Anbau von Spargel eignet. Mithilfe des Spargelanbaus können die bäuerlichen Betriebe wirtschaftlich den Kopf über Wasser halten. Außerhalb der Spargelsaison wird mit dem Anbau anderer Gewächse wie z. B. Porrée für die übrigen Einkünfte gesorgt.

## Architektonische Sehenswürdigkeiten

### St. Sebastianuskerk
Die Kirche wurde 1945 durch zurückkehrende deutsche Truppen gesprengt. Nach dem Zweiten Weltkrieg fand der Wiederaufbau statt, im Jahr 1949 wurde das Kirchengebäude wieder in Gebrauch genommen. Der Altarraum konnte erhalten werden, dieser Teil stammte aus dem 13. Jahrhundert.
Am 13. April 1992 richtete ein Erdbeben viel Schaden an, so dass sogar ein vollständiger Abriss erwogen wurde. Eine umfassende Renovierung und der Wiederaufbau der Kirchturmspitze bestimmen nun die heutige Silhouette.

### Kasteel Daelenbroeck
In Herkenbosch war nur die Vorburg des Kasteel Daelenbroek (deutsch „Schloss Dalenbrock“ oder „Burg Dalenbrock“) bekannt und in Gebrauch. Seit den 1990er Jahren wurde die Burg vollständig bautechnisch und archäologisch untersucht. Unter anderem auf der Basis einer Zeichnung aus dem 18. Jahrhundert wurde eine neue Hauptburg errichtet, wobei noch vorhandene Elemente der mittelalterlichen Burg mit eingearbeitet wurden. Der Gebäudekomplex wird gegenwärtig als Hotel, Restaurant und Veranstaltungsort für Feierlichkeiten genutzt.
Die Geschichte der Burg reicht zurück bis zum Beginn des 14. Jahrhunderts. Gottfried von Heinsberg, der Jülich’sche Lehnsherr von Wassenberg, beschloss im Jahr 1311, im sumpfigen Gelände des Rurtals (niederländisch broek = deutsch „Bruch“) mit dem Bau eines Wohn- und Jagdschlosses zu beginnen. Im Laufe der Jahre ist dieses Schloss in den Händen verschiedener Adeliger gewesen, von denen jeder auf jeweils eigene Art dem Schlossbau seinen Stempel aufdrückte.
Ein Wendepunkt war aber der Achtzigjährige Krieg. Im Jahr 1598 wurde das Kastell belagert, und dies war der Beginn des Untergangs der Hauptburg. Nach dem Tod des damaligen Burgherrn, Hattardt van Pallandt, entwickelte sich unter dessen Schwiegersöhnen ein Streit um das Kastell. Bis im Jahr 1707 das Kastell schließlich Johann Ernst von Rollingen zugesprochen wurde, war ebendieser durch die angefallenen Prozesskosten dermaßen verarmt, dass kein Geld zur vollständigen Restaurierung des Kastells mehr da war. Er beschloss, fortan in der Vorburg zu wohnen, die er auch restaurierte, ließ aber die Hauptburg schleifen und benutzte die Keller als Vorratsräume. Schließlich wurde die Hauptburg nach weiterem Verfall im 19. Jahrhundert bis auf die Keller abgebrochen.